# Golden Earring
Golden Earring war eine 1961 gegründete Rockband aus den Niederlanden und bis zu ihrer Auflösung im Jahr 2021 eine der am längsten bestehenden Rockbands der Welt.

## Bandgeschichte

### Die frühen Jahre
1961 in Den Haag als „The Tornados“ von George Kooymans (* 11. März 1948 in Den Haag; † 23. Juli 2025 in Rijkevorsel) und Rinus Gerritsen (* 9. August 1946 in Den Haag), gerade 13 und 15 Jahre alt, gegründet, änderte man den Bandnamen im September 1962 wegen des Erfolgs der gleichnamigen englischen Band The Tornados. Nach dem von Marlene Dietrich gesungenen Titellied des Films Goldene Ohrringe aus dem Jahr 1947 nannten sie sich zunächst „The Golden Earrings“, später vereinfacht „Golden Earring“.
Ihre erste LP Just Earrings brachte 1965 den Durchbruch. Sie enthielt drei Top-10-Hits, darunter den Top-2-Hit That Day. Drei weitere Hits brachte das nur ein Jahr später veröffentlichte Winter-Harvest. Musikalisch orientierte sich die Band in den Anfangsjahren an der „British Invasion“. Ihre Songs schrieben sie selbst, Hauptsongschreiber war Kooymans zusammen mit Gerritsen.
Vor dem dritten Album gab es dann einige wesentliche Veränderungen. Der Sänger, Gitarrist und Flötist Barry Hay stieß 1967 zu der Gruppe und ersetzte Leadsänger Frans Krassenburg. Gitarrist Peter de Ronde verließ die Band. Stilistisch folgte man auf Miracle Mirror dem Trend zum Psychedelic Rock. Die Golden Earrings konnten damit ihren Erfolg noch steigern. Mit dem ohne Album veröffentlichten Song Dong-Dong-Di-Ki-Di-Gi-Dong hatten sie 1968 ihren ersten Nummer-eins-Hit. Ausdruck dieser Periode ist eine 19-minütige Version des Byrds-Songs Eight Miles High, einem ihrer wenigen Coversongs, der zusammen mit fünf eigenen Songs auf dem gleichnamigen Album enthalten ist.
Die kommenden Jahre brachten erneut einige Änderungen. Der Gründungsschlagzeuger Jaap Eggermont verließ die Band – er wurde später ein international erfolgreicher Produzent. Dafür wechselte 1970 Cesar Zuiderwijk, der Drummer und Percussionist von „Livin’ Blues“, zu Golden Earring. Mit Kooymans, Gerritsen, Hay und Zuiderwijk hatte die Band ihre endgültige Besetzung gefunden, und neben Kooymans wurde Hay zum wichtigsten Songschreiber. Der Bandname verlor das „s“ am Ende, und so hieß das 1970 veröffentlichte Album nach dem neuen Bandnamen Golden Earring. Es war ein Nummer-eins-Album und enthielt mit Back Home ihren zweiten Nummer-eins-Hit. Erstmals hatten sie mit diesem Lied aber auch einen Charthit im Nachbarland Deutschland, und in der Schweiz erreichten sie Platz 6. Nachdem der Psychedelic Rock seinen Höhepunkt überschritten hatte, orientierten sich die Niederländer mit diesem Album in Richtung Progressive- und Hard-Rock und setzten diese Entwicklung und den internationalen Erfolg mit den Alben Seven Tears und Together fort. 1972 wurden sie von The Who eingeladen, auf ihrer Europatour als Vorband zu spielen. Das Label, bei dem The Who unter Vertrag waren (Track Record), verhalf der Band auch zu Aufmerksamkeit über den europäischen Kontinent hinaus.

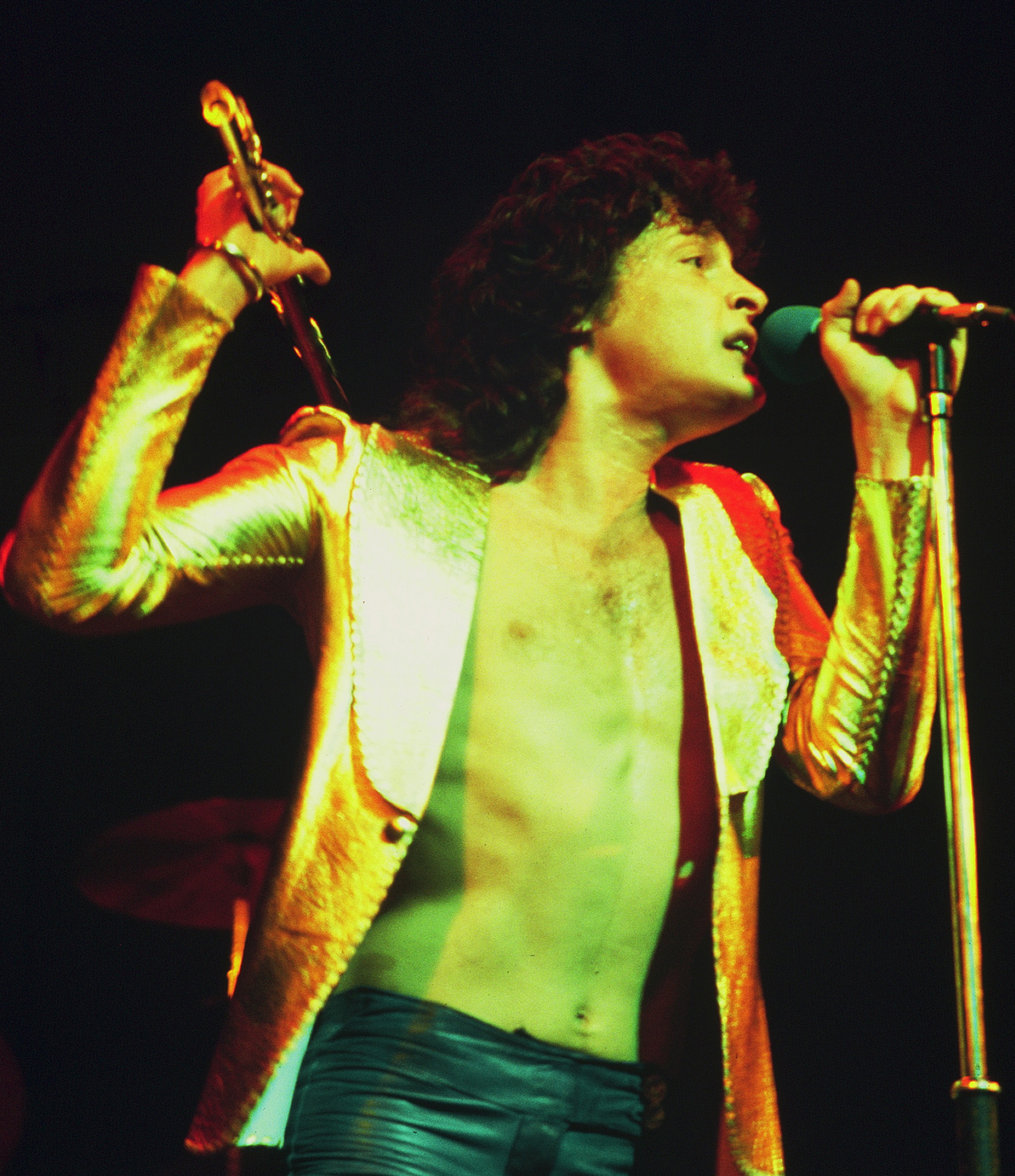
Sänger Barry Hay, 1974

### Radar Love
Der Höhepunkt dieser Entwicklung und der größte Erfolg in der Karriere von Golden Earring war 1973 das Album Moontan. Der Hit Radar Love machte sie weltweit bekannt. Der von George Kooymans und Barry Hay gemeinsam geschriebene Song kam nicht nur in Deutschland auf Platz 5 und in Großbritannien auf Platz 7, er wurde auch in den USA veröffentlicht und erreichte Platz 13 der Hot 100. Das Album verkaufte sich dort über eine halbe Million Mal und kam auf Platz 12. Für die Doobie Brothers und Santana wurden sie als Vorband für US-Tourneen engagiert. Der Erfolg machte sie nicht zu internationalen Stars, er war aber nachhaltig und brachte ihnen drei weitere Platzierungen in der unteren Hälfte der US-Albumcharts mit den folgenden Alben. In dieser Zeit experimentierte die Band mit Hard- und Progressive-Rock und versuchte sich auch in Richtung Artrock. Auch versuchten sie es zeitweise mit einer Erweiterung des Line-ups mit dem Keyboarder Robert Jan Stips von Supersister und mit Eelco Gelling als zweitem Gitarristen.
Die zweite Hälfte der 1970er waren geprägt von den Liveauftritten der Band. Golden Earring etablierte sich als begehrte Liveband, die mit ihrer extrovertierten Bühnenshow und knalligen, auf großen Effekt abzielenden Soli besonders in den USA beliebt war. Bereits 1969 war Golden Earring die erste bedeutendere europäische Band, die eine große Tour durch die Vereinigten Staaten machte. Bis 1984 gingen sie 13-mal für mindestens drei Monate auf Tournee und spielten in über 40 Staaten. In ihrem Vorprogramm traten Bands wie KISS und Aerosmith auf. Mit Musikerkollegen wie Santana, Led Zeppelin, den Doobie Brothers, Eric Clapton, Pink Floyd und The Who hatten sie gemeinsame Auftritte oder Tourneen.
Besonders erfolgreich waren in dieser Zeit die beiden Livealben Live und 2nd Live. Obwohl sie sich bei ihrem Studioalbum Grab It for a Second mit US-Produzent Jimmy Iovine zusammentaten, ließ das internationale Interesse an der Band nach. Er gab ihnen jedoch einen mehr Pop-orientierten Stil vor, den sie auch bei ihren nächsten Studioalben beibehielten. Insgesamt waren die Alben aber nicht mehr so erfolgreich wie in den Jahren zuvor, und Weekend Love war 1979 der einzige Top-10-Hit in dieser Zeit.

### Erfolge ab den 1980er Jahren
Erst 1982 gelang Golden Earring ein zweiter Höhepunkt. Dank des Musiksenders MTV, der zu der Zeit seinen Durchbruch erlebte, wurde der Song Twilight Zone zu einem Top-10-Hit in den USA und damit zu ihrem größten Hit dort. In ihrer Heimat war es der vierte ihrer fünf Nummer-eins-Hits. Das zugehörige Album Cut erreichte ebenfalls Platz 1 und in den US-Charts Platz 24. Das nachfolgende Nummer-eins-Album N.E.W.S. mit dem Nummer-eins-Hit When the Lady Smiles konnte sich, ebenso wie die zwei folgenden Alben, auch in den US-Charts platzieren. Danach endete jedoch in den späten 1980er Jahren endgültig die Zeit der großen internationalen Erfolge der Band.
1991 erschien das Album Bloody Buccaneers, das ebenso Platz 3 erreichte wie die Singleauskopplung Going to the Run. Damit waren sie im vierten Jahrzehnt in Folge eine Topband in den Niederlanden. Im Jahr darauf begann mit The Naked Truth eine weitere erfolgreiche Serie mit Livealben. Das bei einem Auftritt in Amsterdam aufgezeichnete Album erreichte Platz 2 der Charts und blieb über zwei Jahre in den inzwischen auf die Top 100 erweiterten niederländischen Albumcharts und gehört damit zu den erfolgreichsten Alben der neueren Zeit in ihrer Heimat. Mit Naked II (1997) und Naked III (2005) und zwei erweiterten Versionen von The Naked Truth sowie mit Last Blast of the Century zum Jahrhundertwechsel war die Band bis in die 2000er hinein mit Liveaufnahmen erfolgreich.
Insgesamt gingen die Albumveröffentlichungen von Golden Earring in den 2000ern aber deutlich zurück. Insbesondere dauerte es acht Jahre, bis 1999 mit Paradise in Distress wieder ein Album mit eigenen Studioproduktionen erschien. 2003 wurde Millbrook U.S.A. veröffentlicht, das im gleichnamigen Ort im US-Bundesstaat New York aufgenommen wurde und Platz 2 der Albumcharts erreichte. Neun Jahre später erschien das letzte Studioalbum Tits ’n Ass, das das neunte Nummer-eins-Album der Band seit 1969 war. Damit hatten die Niederländer im sechsten Jahrzehnt in Folge mindestens ein Top-5-Album. In den Top-40-Singlecharts hatten sie fünf Jahrzehnte in Folge ihre Hits platziert.
In den 2000ern traten Golden Earring, die als Band ein Jahr älter waren als die Rolling Stones, hauptsächlich in den Niederlanden oder auf europäischen Festivals auf, beispielsweise 2006 auf dem Tollwood-Festival in München und im Dezember 2006 in Basel. Zur Feier des 45-jährigen Bestehens erschien 2005 ein 350 Seiten umfassendes Buch im LP-Format. 2007 spielte Golden Earring zum zweiten Mal im Rockpalast des WDR in Köln, am 21. März 2009 in Hamburg und am 6. Februar 2010 in Bocholt in ausverkaufter Halle. Im Juni 2012 hatten sie einen Gastauftritt bei der Konzertreihe Groots met een zachte G von Guus Meeuwis im Philips-Stadion in Eindhoven. Im Rahmen ihrer 2013-Tournee gaben sie ihr einziges Deutschland-Konzert am 26. Oktober 2013 in der Euregium-Halle im niedersächsischen Nordhorn.
Das Komponistenpaar Kooymans / Hay gründete mit Ring Records ein eigenes Plattenlabel und entwickelte sich zu Produzenten. Sie schrieben und produzierten einige Songs für andere Interpreten, etwa für den Jazzpianisten Jasper van’t Hof oder Anouk.

### Auflösung
Im Februar 2021 bestätigte der Manager der Band, Rob Gerritsen, die Auflösung der Band aufgrund der ALS-Erkrankung des Gitarristen und Band-Gründers George Kooymans.

## Einfluss
Radar Love gilt als Rockklassiker. Die Band White Lion hatte 1989 damit einen Charthit in den US-Charts. Daneben gibt es zahlreiche weitere Coverversionen. Das Lied wird als Hommage an die Band auch von Musikern wie U2 auf deren Konzerten in den Niederlanden gespielt. 2005 wurde Radar Love zum beliebtesten Song der Trucker in England und den USA gewählt und war Favorit bei den Lesern von The Washington Post.
Ihr Song Kill Me (Çe soir) wurde von der britischen Metalband Iron Maiden für die Single-B-Seite von Holy Smoke gecovert und erreichte Platz 3 in den britischen Charts.

## Diskografie

### Studioalben
Golden Earring hatten ab 1969 39 Alben in den niederländischen Charts (vor 1969 sind keine Chartdaten verfügbar), 30 davon waren auch in den Top Ten. Neunmal belegte die Band bis 2012 Platz 1. In sechs Jahrzehnten hintereinander hatten sie mindestens ein Album unter den Top 4. Acht Alben der Niederländer konnten sich auch in den US-Charts platzieren.

| Jahr | Titel                           | Höchstplatzierung, Gesamtwochen, AuszeichnungChartplatzierungen (Jahr, Titel, Platzierungen, Wochen, Auszeichnungen, Anmerkungen) | Höchstplatzierung, Gesamtwochen, AuszeichnungChartplatzierungen (Jahr, Titel, Platzierungen, Wochen, Auszeichnungen, Anmerkungen) | Höchstplatzierung, Gesamtwochen, AuszeichnungChartplatzierungen (Jahr, Titel, Platzierungen, Wochen, Auszeichnungen, Anmerkungen) | Höchstplatzierung, Gesamtwochen, AuszeichnungChartplatzierungen (Jahr, Titel, Platzierungen, Wochen, Auszeichnungen, Anmerkungen) | Höchstplatzierung, Gesamtwochen, AuszeichnungChartplatzierungen (Jahr, Titel, Platzierungen, Wochen, Auszeichnungen, Anmerkungen) | Höchstplatzierung, Gesamtwochen, AuszeichnungChartplatzierungen (Jahr, Titel, Platzierungen, Wochen, Auszeichnungen, Anmerkungen) | Anmerkungen                                                                                         |
| Jahr | Titel                           | DE | AT | CH | UK | US | NL | Anmerkungen                                                                                         |
| ---- | ------------------------------- | --- | --- | --- | --- | --- | --- | --------------------------------------------------------------------------------------------------- |
| 1965 | Just Ear-Rings                  | — | — | — | — | — | — | als The Golden Earrings                                                                             |
| 1966 | Winter-Harvest                  | — | — | — | — | — | — | als Golden Earrings                                                                                 |
| 1968 | Miracle Mirror                  | — | — | — | — | — | — | als Golden Earrings                                                                                 |
| 1969 | On the Double                   | — | — | — | — | — | NL4 (5 Wo.)NL | Erstveröffentlichung: 22. Januar 1969 als Golden Earrings                                           |
| 1969 | Eight Miles High                | — | — | — | — | — | NL5 (7 Wo.)NL | Erstveröffentlichung: 17. November 1969                                                             |
| 1970 | Golden Earring                  | — | — | — | — | — | NL1 (13 Wo.)NL | Erstveröffentlichung: 8. September 1970                                                             |
| 1971 | Seven Tears                     | — | — | — | — | — | NL1 (10 Wo.)NL | Erstveröffentlichung: 12. September 1971                                                            |
| 1972 | Together                        | DE33 (4 Wo.)DE | — | — | — | — | NL6 (5 Wo.)NL | Erstveröffentlichung: 16. Juni 1972                                                                 |
| 1973 | Moontan                         | DE35 (1 Wo.)DE | — | — | UK24 (4 Wo.)UK | US12 Gold · (29 Wo.)US | NL1 (10 Wo.)NL | Erstveröffentlichung: Juli 1973 in Deutschland erst 2022 in den Charts                              |
| 1975 | Switch                          | — | — | — | — | US108 (8 Wo.)US | NL1 (11 Wo.)NL | Erstveröffentlichung: 24. März 1975                                                                 |
| 1976 | To the Hilt                     | — | — | — | — | US156 (4 Wo.)US | NL3 (7 Wo.)NL | Erstveröffentlichung: 17. Januar 1976                                                               |
| 1976 | Contraband (US-Titel: Mad Love) | — | — | — | — | US182 (2 Wo.)US | NL10 (6 Wo.)NL | Erstveröffentlichung: 7. Oktober 1976 die US-Version enthält den Song I Need Love statt Faded Jeans |
| 1978 | Grab It for a Second            | — | — | — | — | — | NL13 (8 Wo.)NL | Erstveröffentlichung: 22. September 1978                                                            |
| 1979 | No Promises … No Debts          | — | — | — | — | — | NL2 (9 Wo.)NL | Erstveröffentlichung: 7. Juli 1979                                                                  |
| 1980 | Prisoner of the Night           | — | — | — | — | — | NL7 (7 Wo.)NL | Erstveröffentlichung: 6. Oktober 1980                                                               |
| 1982 | Cut                             | — | — | — | — | US24 (30 Wo.)US | NL1 Gold · (15 Wo.)NL | Erstveröffentlichung: 10. September 1982                                                            |
| 1984 | N.E.W.S.                        | — | — | — | — | US107 (9 Wo.)US | NL1 Gold · (22 Wo.)NL | Erstveröffentlichung: 24. Februar 1984                                                              |
| 1986 | The Hole                        | — | — | — | — | US196 (2 Wo.)US | NL5 (16 Wo.)NL | Erstveröffentlichung: 14. Mai 1986                                                                  |
| 1989 | Keeper of the Flame             | — | — | — | — | — | NL11 (15 Wo.)NL | Erstveröffentlichung: 8. Mai 1989                                                                   |
| 1991 | Bloody Buccaneers               | — | — | — | — | — | NL3 Gold · (19 Wo.)NL | Erstveröffentlichung: 19. April 1991                                                                |
| 1994 | Face It                         | — | — | — | — | — | NL6 Platin · (27 Wo.)NL | Erstveröffentlichung: 4. November 1994 live aufgenommenes Studioalbum                               |
| 1995 | Love Sweat                      | — | — | — | — | — | NL17 (15 Wo.)NL | Erstveröffentlichung: 8. Dezember 1995 Album mit Coverversionen                                     |
| 1999 | Paradise in Distress            | — | — | — | — | — | NL5 Gold · (14 Wo.)NL | Erstveröffentlichung: 12. April 1999                                                                |
| 2003 | Millbrook U.S.A.                | — | — | — | — | — | NL2 (12 Wo.)NL | Erstveröffentlichung: 21. Februar 2003                                                              |
| 2012 | Tits ’n Ass                     | — | — | — | — | — | NL1 Gold · (29 Wo.)NL | Erstveröffentlichung: 11. Mai 2012                                                                  |
| 2015 | The Hague (EP)                  | — | — | — | — | — | NL5 (10 Wo.)NL | Erstveröffentlichung: 4. Dezember 2015                                                              |

grau schraffiert: keine Chartdaten aus diesem Jahr verfügbar

### Livealben
| Jahr | Titel                                                  | Höchstplatzierung, Gesamtwochen, AuszeichnungChartplatzierungen (Jahr, Titel, Platzierungen, Wochen, Auszeichnungen, Anmerkungen) | Höchstplatzierung, Gesamtwochen, AuszeichnungChartplatzierungen (Jahr, Titel, Platzierungen, Wochen, Auszeichnungen, Anmerkungen) | Höchstplatzierung, Gesamtwochen, AuszeichnungChartplatzierungen (Jahr, Titel, Platzierungen, Wochen, Auszeichnungen, Anmerkungen) | Höchstplatzierung, Gesamtwochen, AuszeichnungChartplatzierungen (Jahr, Titel, Platzierungen, Wochen, Auszeichnungen, Anmerkungen) | Höchstplatzierung, Gesamtwochen, AuszeichnungChartplatzierungen (Jahr, Titel, Platzierungen, Wochen, Auszeichnungen, Anmerkungen) | Höchstplatzierung, Gesamtwochen, AuszeichnungChartplatzierungen (Jahr, Titel, Platzierungen, Wochen, Auszeichnungen, Anmerkungen) | Anmerkungen |
| Jahr | Titel                                                  | DE | AT | CH | UK | US | NL | Anmerkungen |
| ---- | ------------------------------------------------------ | --- | --- | --- | --- | --- | --- | --- |
| 1977 | Live                                                   | — | — | — | — | — | NL1 Gold · (13 Wo.)NL | Erstveröffentlichung: 20. August 1977 Doppelalbum                                                                                      |
| 1981 | 2nd Live                                               | — | — | — | — | — | NL2 (14 Wo.)NL | Erstveröffentlichung: 23. Mai 1981 |
| 1984 | Something Heavy Going On – Live from the Twilight Zone | — | — | — | — | US158 (6 Wo.)US | NL26 (6 Wo.)NL | Erstveröffentlichung: 7. Dezember 1984                                                                                                 |
| 1992 | The Naked Truth                                        | — | — | — | — | — | NL2 ×3Dreifachplatin · (113 Wo.)NL                                                                                                | Erstveröffentlichung: 9. November 1992 aufgenommen am 9. September 1992 im Grand Café De Kroon in Amsterdam                            |
| 1997 | Naked II                                               | — | — | — | — | — | NL2 Platin · (38 Wo.)NL | Erstveröffentlichung: 26. September 1997                                                                                               |
| 1998 | The Complete Naked Truth                               | — | — | — | — | — | NL6 Gold · (61 Wo.)NL | Doppelalbum: The Naked Truth (1992) plus sieben Bonustracks; alle aufgenommen am 9. September 1992 im Grand Café De Kroon in Amsterdam |
| 2000 | Last Blast of the Century                              | — | — | — | — | — | NL4 Gold · (16 Wo.)NL | Erstveröffentlichung: 10. Januar 2000                                                                                                  |
| 2001 | Fully Naked                                            | — | — | — | — | — | NL92 (5 Wo.)NL | Erstveröffentlichung: 18. Februar 2001 Dreifachalbum: The Complete Naked Truth (1998) plus sieben Bonustracks                          |
| 2005 | Naked III – Live at the Panama                         | — | — | — | — | — | NL3 (17 Wo.)NL | |
| 2022 | You Know We Love You! – Ahoy 2019                      | DE32 (1 Wo.)DE | — | — | — | — | NL2 (5 Wo.)NL | Erstveröffentlichung: 1. April 2022 |
| 2024 | Back Home (The Complete Leiden 1984 Concert)           | — | — | — | — | — | NL10 (2 Wo.)NL | Erstveröffentlichung: 26. April 2024                                                                                                   |

grau schraffiert: keine Chartdaten aus diesem Jahr verfügbar

### Kompilationen
| Jahr | Titel                                         | Höchstplatzierung, Gesamtwochen, AuszeichnungChartplatzierungen (Jahr, Titel, Platzierungen, Wochen, Auszeichnungen, Anmerkungen) | Höchstplatzierung, Gesamtwochen, AuszeichnungChartplatzierungen (Jahr, Titel, Platzierungen, Wochen, Auszeichnungen, Anmerkungen) | Höchstplatzierung, Gesamtwochen, AuszeichnungChartplatzierungen (Jahr, Titel, Platzierungen, Wochen, Auszeichnungen, Anmerkungen) | Höchstplatzierung, Gesamtwochen, AuszeichnungChartplatzierungen (Jahr, Titel, Platzierungen, Wochen, Auszeichnungen, Anmerkungen) | Höchstplatzierung, Gesamtwochen, AuszeichnungChartplatzierungen (Jahr, Titel, Platzierungen, Wochen, Auszeichnungen, Anmerkungen) | Höchstplatzierung, Gesamtwochen, AuszeichnungChartplatzierungen (Jahr, Titel, Platzierungen, Wochen, Auszeichnungen, Anmerkungen) | Anmerkungen                              |
| Jahr | Titel                                         | DE | AT | CH | UK | US | NL | Anmerkungen                              |
| ---- | --------------------------------------------- | --- | --- | --- | --- | --- | --- | ---------------------------------------- |
| 1975 | The Best of Golden Earring – 10 Years 20 Hits | — | — | — | — | — | NL1 (9 Wo.)NL |                                          |
| 1981 | Greatest Hits 3                               | — | — | — | — | — | NL23 (5 Wo.)NL |                                          |
| 1988 | The Very Best of 1965-1988                    | — | — | — | — | — | NL4 Gold · (16 Wo.)NL |                                          |
| 1988 | The Very Best of 1976-1988 Volume 2           | — | — | — | — | — | NL19 (10 Wo.)NL |                                          |
| 1992 | The Complete Single Collection                | — | — | — | — | — | NL6 (15 Wo.)NL |                                          |
| 2000 | The Devil Made Us Do It – 35 Years            | — | — | — | — | — | NL2 Platin · (53 Wo.)NL | Erstveröffentlichung: 22. September 2000 |
| 2009 | Collected                                     | — | — | — | — | — | NL14 (25 Wo.)NL | Erstveröffentlichung: 3. April 2009      |
| 2012 | From Heaven, From Hell                        | — | — | — | — | — | NL85 (1 Wo.)NL | Doppelalbum                              |
| 2015 | The Golden Years of Dutch Pop Music           | — | — | — | — | — | NL73 (2 Wo.)NL | Erstveröffentlichung: 27. März 2015      |
| 2015 | 50 Years – Anniversary Album                  | — | — | — | — | — | NL26 (9 Wo.)NL | Erstveröffentlichung: 13. November 2015  |
| 2016 | The Hague / Five Zero                         | — | — | — | — | — | NL9 (5 Wo.)NL | Erstveröffentlichung: 24. Juni 2016      |
| 2017 | Complete Studio Recordings                    | — | — | — | — | — | NL13 (1 Wo.)NL | Erstveröffentlichung: 16. Februar 2017   |
| 2018 | Alive … Through the Years                     | DE64 (1 Wo.)DE | — | — | — | — | NL40 (1 Wo.)NL | Erstveröffentlichung: 14. September 2008 |

grau schraffiert: keine Chartdaten aus diesem Jahr verfügbar
Weitere Kompilationen
- 1968: Greatest Hits (als Golden Earrings)
- 1971: Greatest Hits Vol. 2
- 1989: The Continuing Story of Radar Love

### Singles
47 Lieder konnte Golden Earring in den Nederlandse Top 40 platzieren, 27 Lieder erreichten die Top 10, darunter waren fünf Nummer-eins-Hits. Fünf Jahrzehnte in Folge hatte die Band mindestens einen Charthit. Zehn Songs konnten sich auch international in den USA, England oder den deutschsprachigen Ländern platzieren.

| Jahr | Titel Album                                                   | Höchstplatzierung, Gesamtwochen, AuszeichnungChartplatzierungen (Jahr, Titel, Album, Platzierungen, Wochen, Auszeichnungen, Anmerkungen) | Höchstplatzierung, Gesamtwochen, AuszeichnungChartplatzierungen (Jahr, Titel, Album, Platzierungen, Wochen, Auszeichnungen, Anmerkungen) | Höchstplatzierung, Gesamtwochen, AuszeichnungChartplatzierungen (Jahr, Titel, Album, Platzierungen, Wochen, Auszeichnungen, Anmerkungen) | Höchstplatzierung, Gesamtwochen, AuszeichnungChartplatzierungen (Jahr, Titel, Album, Platzierungen, Wochen, Auszeichnungen, Anmerkungen) | Höchstplatzierung, Gesamtwochen, AuszeichnungChartplatzierungen (Jahr, Titel, Album, Platzierungen, Wochen, Auszeichnungen, Anmerkungen) | Höchstplatzierung, Gesamtwochen, AuszeichnungChartplatzierungen (Jahr, Titel, Album, Platzierungen, Wochen, Auszeichnungen, Anmerkungen) | Anmerkungen                                                  |
| Jahr | Titel Album                                                   | DE | AT | CH | UK | US | NL | Anmerkungen                                                  |
| ---- | ------------------------------------------------------------- | --- | --- | --- | --- | --- | --- | ------------------------------------------------------------ |
| 1965 | Please Go Just Earrings                                       | — | — | — | — | — | NL10 (20 Wo.)NL | Erstveröffentlichung: September 1965 als The Golden Earrings |
| 1966 | That Day Just Earrings                                        | — | — | — | — | — | NL2 (15 Wo.)NL | Erstveröffentlichung: Januar 1966 als The Golden Earrings    |
| 1966 | If You Leave Me Just Earrings                                 | — | — | — | — | — | NL9 (10 Wo.)NL | Erstveröffentlichung: Mai 1966 als The Golden Earrings       |
| 1966 | Daddy, Buy Me a Girl Winter-Harvest                           | — | — | — | — | — | NL12 (10 Wo.)NL | Erstveröffentlichung: 10. September 1966 als Golden Earrings |
| 1966 | Don’t Run Too Far Winter-Harvest                              | — | — | — | — | — | NL14 (8 Wo.)NL | Erstveröffentlichung: November 1966 als Golden Earrings      |
| 1967 | In My House Winter-Harvest                                    | — | — | — | — | — | NL10 (10 Wo.)NL | Erstveröffentlichung: März 1967 als Golden Earrings          |
| 1967 | Sound of the Screaming Day Miracle Mirror                     | — | — | — | — | — | NL4 (13 Wo.)NL | Erstveröffentlichung: Juli 1967 als Golden Earrings          |
| 1967 | Together We Live, Together We Love Miracle Mirror             | — | — | — | — | — | NL6 (8 Wo.)NL | Erstveröffentlichung: Oktober 1967 als Golden Earrings       |
| 1968 | I’ve Just Lost Somebody Miracle Mirror                        | — | — | — | — | — | NL7 (8 Wo.)NL | Erstveröffentlichung: April 1968 als Golden Earrings         |
| 1968 | Dong-Dong-Di-Ki-Di-Gi-Dong –                                  | — | — | — | — | — | NL1 (13 Wo.)NL | Erstveröffentlichung: Juli 1968 als Golden Earrings          |
| 1968 | Just a Little Bit of Peace in My Heart On the Double          | — | — | — | — | — | NL2 (10 Wo.)NL | Erstveröffentlichung: November 1968 als Golden Earrings      |
| 1969 | Where Will I Be –                                             | — | — | — | — | — | NL7 (8 Wo.)NL | Erstveröffentlichung: 13. Juni 1969 als Golden Earrings      |
| 1969 | Another 45 Miles –                                            | — | — | — | — | — | NL3 (9 Wo.)NL | Erstveröffentlichung: 24. November 1969                      |
| 1970 | Back Home Golden Earring                                      | DE15 (15 Wo.)DE | — | CH6 (9 Wo.)CH | — | — | NL1 (20 Wo.)NL | Erstveröffentlichung: Juli 1970                              |
| 1971 | Holy, Holy Life –                                             | DE24 (6 Wo.)DE | — | — | — | — | NL5 (9 Wo.)NL | Erstveröffentlichung: Januar 1971                            |
| 1971 | She Flies on Strange Wings Seven Tears                        | — | — | — | — | — | NL4 (11 Wo.)NL | Erstveröffentlichung: September 1971                         |
| 1972 | Buddy Joe Together                                            | DE12 (17 Wo.)DE | — | — | — | — | NL4 (9 Wo.)NL | Erstveröffentlichung: April 1972                             |
| 1972 | Stand by Me –                                                 | DE45 (1 Wo.)DE | — | — | — | — | NL10 (7 Wo.)NL | Erstveröffentlichung: 25. August 1972                        |
| 1973 | Radar Love Moontan                                            | DE5 (28 Wo.)DE | AT10 (12 Wo.)AT | — | UK7 Silber · (13 Wo.)UK | US13 (20 Wo.)US | NL1 (13 Wo.)NL | Erstveröffentlichung: 4. August 1973                         |
| 1974 | Instant Poetry –                                              | DE24 (5 Wo.)DE | — | — | — | — | NL3 (9 Wo.)NL | Erstveröffentlichung: April 1974                             |
| 1974 | Candy’s Going Bad Moontan                                     | — | — | — | — | US91 (4 Wo.)US | — | Erstveröffentlichung: 30. Juli 1974                          |
| 1975 | Çe soir Switch                                                | — | — | — | — | — | NL5 (8 Wo.)NL | Erstveröffentlichung: 14. Februar 1975                       |
| 1976 | Sleepwalkin’ To the Hilt                                      | — | — | — | — | — | NL5 (8 Wo.)NL | Erstveröffentlichung: 3. Januar 1976                         |
| 1976 | Bombay Contraband                                             | — | — | — | — | — | NL7 (9 Wo.)NL | Erstveröffentlichung: 26. November 1976                      |
| 1977 | Just Like Vince Taylor (live) / Radar Love (live) Live        | — | — | — | UK44 (3 Wo.)UK | — | NL30 (4 Wo.)NL |                                                              |
| 1978 | Movin’ Down Life Grab It for a Second                         | — | — | — | — | — | NL27 (7 Wo.)NL | Erstveröffentlichung: September 1978                         |
| 1979 | Weekend Love No Promises … No Debts                           | — | — | — | — | — | NL3 (13 Wo.)NL | Erstveröffentlichung: 3. Juni 1979                           |
| 1979 | I Do Rock’n-Roll –                                            | — | — | — | — | — | NL29 (5 Wo.)NL | Erstveröffentlichung: 30. November 1979                      |
| 1980 | Long Blond Animal Prisoner of the Night                       | — | — | — | — | — | NL19 (7 Wo.)NL | Erstveröffentlichung: 12. September 1980                     |
| 1982 | Twilight Zone Cut                                             | — | — | — | — | US10 (27 Wo.)US | NL1 (10 Wo.)NL | Erstveröffentlichung: 23. August 1982                        |
| 1982 | The Devil Made Me Do It Cut                                   | — | — | — | — | US79 (4 Wo.)US | NL16 (7 Wo.)NL | Erstveröffentlichung: 17. Dezember 1982                      |
| 1984 | When the Lady Smiles N.E.W.S.                                 | — | — | — | — | US76 (4 Wo.)US | NL1 (10 Wo.)NL | Erstveröffentlichung: 3. Februar 1984                        |
| 1984 | Clear Night, Moonlight N.E.W.S.                               | — | — | — | — | — | NL11 (6 Wo.)NL | Erstveröffentlichung: April 1984                             |
| 1984 | Something Heavy Going Down                                    | — | — | — | — | — | NL33 (3 Wo.)NL | Erstveröffentlichung: 16. November 1984                      |
| 1986 | Quiet Eyes The Hole                                           | — | — | — | — | — | NL9 (8 Wo.)NL | Erstveröffentlichung: Mai 1986                               |
| 1988 | My Killer, My Shadow Keeper of the Flame                      | — | — | — | — | — | NL24 (5 Wo.)NL |                                                              |
| 1989 | Turn the World Around Keeper of the Flame                     | — | — | — | — | — | NL10 (8 Wo.)NL | Erstveröffentlichung: April 1989                             |
| 1991 | Going to the Run Bloody Buccaneers                            | — | — | — | — | — | NL3 (10 Wo.)NL |                                                              |
| 1991 | Temporary Madness Bloody Buccaneers                           | — | — | — | — | — | NL26 (3 Wo.)NL |                                                              |
| 1992 | I Can’t Sleep Without You (live) The Naked Truth              | — | — | — | — | — | NL21 (5 Wo.)NL |                                                              |
| 1992 | Another 45 Miles (live) The Naked Truth                       | — | — | — | — | — | NL25 (5 Wo.)NL |                                                              |
| 1993 | Long Blond Animal (live) The Naked Truth                      | — | — | — | — | — | NL30 (4 Wo.)NL | Erstveröffentlichung: 16. Juni 1993                          |
| 1993 | As Long as the Wind Blows –                                   | — | — | — | — | — | NL34 (3 Wo.)NL |                                                              |
| 1994 | Hold Me Now Face It                                           | — | — | — | — | — | NL11 (7 Wo.)NL |                                                              |
| 1997 | Burning Stuntman (live) Naked II                              | — | — | — | — | — | NL19 (4 Wo.)NL |                                                              |
| 1999 | Paradise in Distress                                          | — | — | — | — | — | NL24 (3 Wo.)NL |                                                              |
| 2003 | Albino Moon Milbrook U.S.A.                                   | — | — | — | — | — | NL31 (3 Wo.)NL |                                                              |
| 2005 | I’ve Just Lost Somebody (live) Naked III – Live at the Panama | — | — | — | — | — | NL13 (4 Wo.)NL | Erstveröffentlichung: 4. Februar 2005                        |

grau schraffiert: keine Chartdaten aus diesem Jahr verfügbar
Weitere Singles
- 1975: Tons of Time
- 1976: To the Hilt
- 1980: No for an Answer
- 1981: Slow Down
- 1984: N.E.W.S.
- 1986: Why Do I
- 1986: They Dance
- 1989: Distant Love
- 1991: Pourin’ My Heart Out Again
- 1995: Johnny Make Believe
- 1995: Angel
- 1996: This Wheel’s on Fire
- 1998: The Devil Made Me Do It (live)
- 1999: Whisper in a Crowd
- 2000: Miles Away from Nowhere
- 2000: Yes! We’re on Fire
- 2003: A Sound I Never Heard
- 2005: Angel (live)
- 2012: Still Got the Keys to My First Cadillac

### Soloveröffentlichungen
George Kooymans
- 1971: Jojo
- 1987: Solo
- 2010: On Location (zusammen mit Frank Carillo)

Barry Hay
- 1972: Only Parrots, Frogs and Angels
- 1987: Victory of Bad Taste
- 2008: The Big Band Theory (with Metropole Big Band)
- 2009: The Big Band Theory Live at Paradiso (DVD)

Rinus Gerritsen
- 1979: Gerritsen & Van Dijk (LP mit Michel van Dijk/Alquin)

Cesar Zuiderwijk
- 1984: Labyrinth (LP mit Jasper van’t Hof)
- 2000: Alle gekheid met een stokje (DVD mit Percossa)